# James D. Orcutt
James D. Orcutt (* 1943) ist ein US-amerikanischer Soziologe und emeritierter Professor der Florida State University (FSU). Er amtierte 1994/95 als Präsident der Society for the Study of Social Problems (SSSP).

## Werdegang und Wirken
Orcutt begann sein Studium 1962 an der Drake University, wechselte nach einem Jahr an die University of Iowa, wo er 1966 ein Bachelor-Examen und 1968 ein Master-Examen jeweils mit dem Hauptfach Soziologie machte. 1973 wurde er an der University of Minnesota zum Ph.D. promoviert. Seit 1972 lehrte er an der Florida State University, bis 1975 als Assistant Professor, dann bis 1979 als Associate Professor und schließlich ab 1997 als Full Professor. Nach seiner Emeritierung war er noch von 2008 bis 2019 als Adjunct Professor (Lehrbeauftragter) an der FSU tätig und von 2012 bis 2021 ebenfalls als Adjunct Professor an der University of Maryland University College.
Von 1984 bis 1987 war er Herausgeber von Social Problems, der offiziellen Zeitschrift der SSSP. Seine jüngsten Arbeiten gelten der sozialen Definition von abweichendem Alkohol- und Drogenkonsum in den Massenmedien und im Alltag.

## Schriften (Auswahl)
- Analyzing deviance.  Dorsey Press, Homewood 1983, ISBN 0-256-02303-4.
- Herausgeber mit David R. Rudy: Drugs, alcohol, and social problems. Rowman & Littlefield,  Laham 2003, ISBN 0-7425-2844-8.